# Wolf-Olaf Muszynski

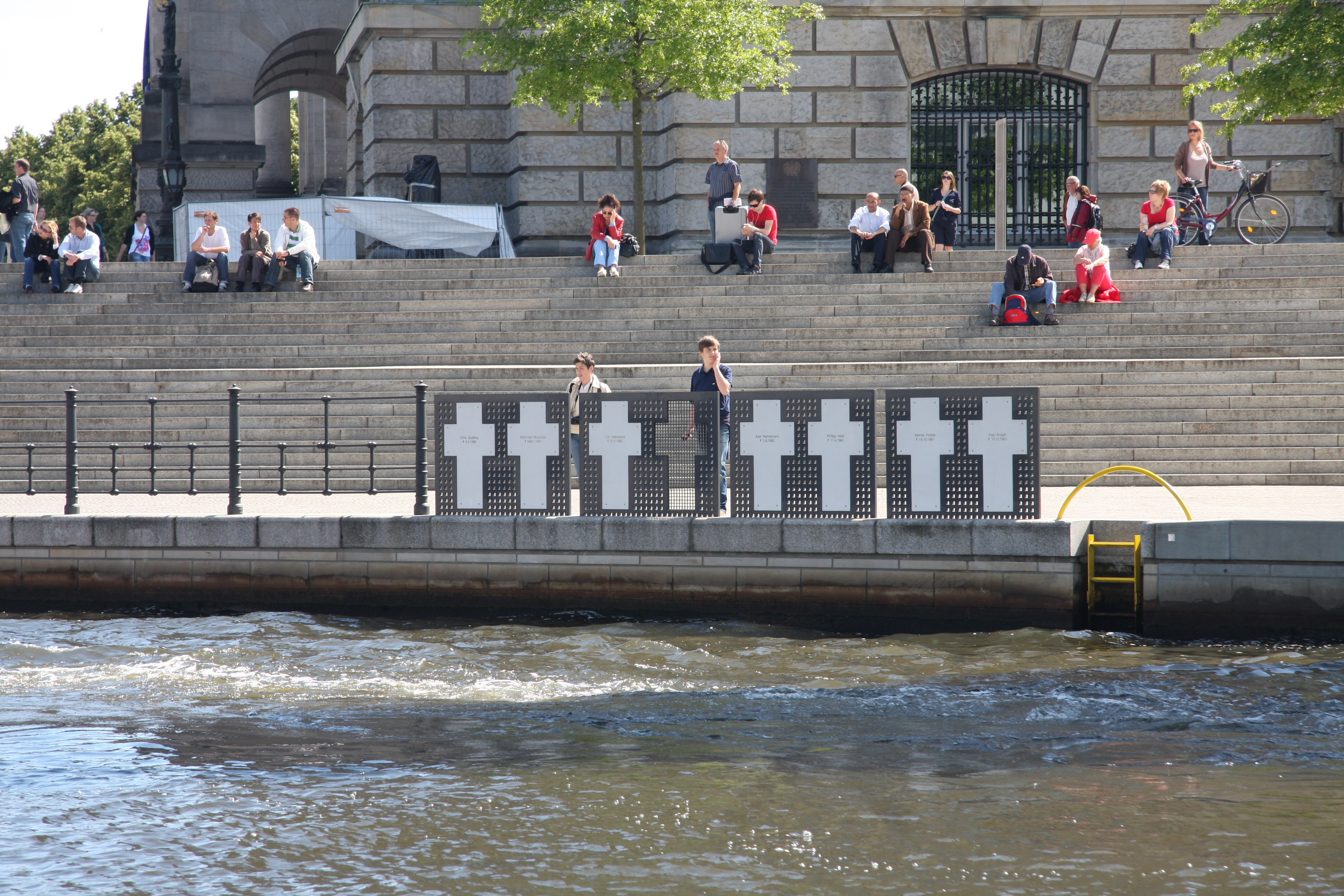
Die Uferseite der Gedenkstätte Weiße Kreuze. Wolf-Olaf Muszynski ist das zweite Kreuz von links gewidmet

Wolf-Olaf Muszynski (* 1. Februar 1947 in Berlin; † zwischen 6. Februar und 1. April 1963 ebenda) ist ein Todesopfer an der Berliner Mauer.

## Leben
Der 16-jährige Wolf-Olaf Muszynski lebte in Berlin-Friedrichshain. Seit dem 6. Februar 1963 wurde er von seinen Eltern und den Behörden vermisst. Während der Suche wandte sich die Volkspolizei Mitte März an die Behörden im West-Teil der Stadt mit der Frage, ob der Junge dort registriert wurde. Eine solche Anfrage war wegen der schlechten Beziehungen, die zwischen den Behörden der geteilten Stadt seit dem Mauerbau herrschten, ungewöhnlich. In West-Berlin waren jedoch keine Aufzeichnungen über eine erfolgreiche Flucht des Jungen oder andere Informationen über seinen Verbleib vorhanden. Die in West-Berlin lebende Großmutter von Wolf-Olaf Muszynski gab an, von Fluchtabsichten des Enkels zu wissen.
Die Leiche von Wolf-Olaf Muszynski wurde am 1. April 1963 am West-Berliner Ufer der Spree in der Nähe der Oberbaumbrücke von Anwohnern aufgefunden. Er trug einen Taucheranzug. Nach der Bergung des Leichnams ergab die Obduktion keine äußerlichen Verletzungen. Als Todesursache wurde Ertrinken festgestellt. Die Gerichtsmediziner gingen von einem längeren Verbleib der Leiche im Wasser aus, konnten aber kein genaues Datum angeben. Da keine Anzeichen für ein Gewaltverbrechen vorlagen, wurden die Ermittlungen eingestellt. Identifiziert wurde er durch mitgeführte Ausweisdokumente.
Nach dem Fall der Mauer wurden die Ermittlungen in seinem Todesfall wieder aufgenommen, dann jedoch ohne neue Erkenntnisse eingestellt. Es wurde von einem unbemerkten Fluchtversuch ausgegangen, bei dem der Junge ertrank. Ein Fremdverschulden konnte nicht festgestellt werden. Ein zur Spree gerichtetes Kreuz der Gedenkstätte Weiße Kreuze am Reichstagsgebäude erinnert an Wolf-Olaf Muszynski.